# Arrelles
Arrelles település Franciaországban, Aube megyében. Lakosainak száma 88 fő (2022. január 1.). Arrelles Avirey-Lingey, Pargues, Polisot, Polisy, Praslin, Villemorien és Villiers-sous-Praslin községekkel határos.

## Népesség
A település népessége az elmúlt években az alábbi módon változott:
| Lakosok száma | 103  | 92   | 85   | 81   | 87   | 85   | 86   | 87   | 86   | 88   |
|               | 1968 | 1982 | 1990 | 2006 | 2013 | 2015 | 2017 | 2019 | 2020 | 2022 |